# Selam alejkum
Selam alejkum ali tudi Salam alejkum je islamski pozdrav.
Selam alejkum je fraza oziroma pozdrav, ki izvira iz arabščine in pomeni mir, umirjenost, selam alejkum je torej mir s teboj. Odgovor na ta pozdrav pa se glasi: Alejkumu selam = Mir naj bo s teboj!

## Izvor besede
Selam izvira iz arabščine in se točneje zapiše: sälām oziroma salam, saj Arabci v svoji pisavi nimajo črke e, vendar samo trdo a, ki pa ga izgovarjajo kot e. Zato lahko zasledimo, da se beseda selam pojavlja v več oblikah.
Druga najbolj pogosta oblika pa je: selâm in je turškega izvora. Torej izgovorjava je enaka, le zapis je drugačen.

## Uporaba
Z pozdravom selam alejkum muslimani drug drugega pozdravljajo. Velja tudi, da je muslimanu farz (nekaj kar je obvezno), da kadar ga kdo pozdravi s selamom, mu je ta dolžan primerno odgovoriti (alejkumu selam).
Obstajajo pa tudi pravila pri uporabi tega pozdrava in ena od teh so: 
- da morajo prvi pozdraviti (selamit)

1. mlajši starejše
2. mimoidoči tistemu, ki sedi
3. manjša skupina ljudi večji
4. jahač pešcu in tako dalje